# Zürich E-Prix 2018
Der Zürich E-Prix 2018 (offiziell: Julius Bär Zürich E-Prix 2018) fand am 10. Juni auf der Formel-E-Rennstrecke Zürich in Zürich statt und war das zehnte Rennen der FIA-Formel-E-Meisterschaft 2017/18. Es handelte sich um den ersten Zürich E-Prix und um das erste Rundstreckenrennen in der Schweiz seit 1955, eigens für dieses Rennen wurde das seitdem bestehende Verbot im Jahr 2016 gelockert.

## Bericht

### Hintergrund
Nach dem Berlin E-Prix führte Jean-Éric Vergne in der Fahrerwertung mit 40 Punkten vor Sam Bird und mit 76 Punkten vor Felix Rosenqvist. Außer diesen Piloten hatten nur noch drei weitere Fahrer rechnerische Chancen auf den Gewinn der Meisterschaft. In der Teamwertung hatte Techeetah 44 Punkte Vorsprung auf Audi Sport ABT Schaeffler und 66 Punkte Vorsprung auf DS Virgin.
Vor dem Rennen gab es einen Fahrerwechsel: Bei Venturi kehrte Edoardo Mortara ins Cockpit zurück, nachdem er in Berlin durch Tom Dillmann ersetzt wurde. Mortara war dort verhindert, weil er zeitgleich in der DTM auf dem Lausitzring antrat.
Da die Bewilligung des Rennens die Einrichtung und Kontrolle einer Geschwindigkeitsbegrenzung vorsah, galt auf der Strecke ein Tempolimit von 220 km/h. Dieses blieb jedoch ohne Auswirkungen, da die Fahrzeuge bauartbedingt diese Geschwindigkeit auf dem Kurs nicht erreichen konnten.
Da die Boxengasse nicht asphaltiert war, sondern der Streckenbelag hier aus Kopfsteinpflaster bestand, wurde das Boxengassen-Tempolimit von 50 km/h auf 30 km/h reduziert.
Daniel Abt, Sébastien Buemi und Lucas di Grassi erhielten einen sogenannten FANBOOST, sie durften die Leistung ihres zweiten Fahrzeugs einmal auf bis zu 200 kW erhöhen und so bis zu 100 Kilojoule Energie zusätzlich verwenden. Für Abt war es der achte, für Buemi der neunte und für di Grassi der fünfte FANBOOST in dieser Saison.

### Training
Di Grassi war im ersten freien Training mit einer Rundenzeit von 1:11,995 Minuten Schnellster vor Mitch Evans und Daniel Abt.
Im zweiten freien Training war Rosenqvist in 1:12,207 Minuten Schnellster vor Evans und Jérôme D’Ambrosio.

### Qualifying
Das Qualifying begann um 14:00 Uhr und fand in vier Gruppen zu je fünf Fahrern statt, jede Gruppe hatte sechs Minuten Zeit, in der die Piloten maximal eine gezeitete Runde mit einer Leistung 170 kW und anschließend maximal eine gezeitete Runde mit einer Leistung von 200 kW fahren durften. Evans war mit einer Rundenzeit von 1:12,594 Minuten Schnellster. 
Die fünf schnellsten Fahrer fuhren anschließend im Superpole genannten Einzelzeitfahren die ersten fünf Positionen aus. Evans sicherte sich mit einer Rundenzeit von 1:12,811 Minuten die Pole-Position und damit drei Punkte. Es war die erste Pole-Position für Evans und für Jaguar Racing in der FIA-Formel-E-Meisterschaft. Die weiteren Positionen belegten André Lotterer, D’Ambrosio, Bird und José María López.
López erhielt eine Startplatzstrafe von drei Plätzen, da er im freien Training bei gelben Flaggen nicht ausreichend verlangsamt hatte. Außerdem erhielt er zwei Strafpunkte. Auch Lynn wurde um drei Startplätze nach hinten versetzt, weil er im Qualifying in die Fast Lane der Boxengasse gefahren war, bevor die Ampel am Ende der Boxengasse auf grün schaltete.

### Rennen
Das Rennen ging über 39 Runden.
Di Grassi gewann das Rennen vor Bird und D’Ambrosio. Die restlichen Punkteplatzierungen belegten Lotterer, Buemi, Heidfeld, Evans, António Félix da Costa, Oliver Turvey und Vergne. Der Punkt für die schnellste Rennrunde ging an Lotterer.
Bird verkürzte somit in der Gesamtwertung den Rückstand auf Vergne, nur noch diese beiden Fahrer konnten die Meisterschaft gewinnen. Di Grassi war nun Dritter. In der Teamwertung blieben die ersten drei Plätze unverändert.

## Meldeliste
Alle Teams und Fahrer verwendeten Reifen von Michelin.
| Team                            | Fahrzeug             | Nr. | Fahrer                 |
| ------------------------------- | -------------------- | --- | ---------------------- |
| Renault e.dams                  | Renault Z.E.17       | 08  | Nicolas Prost          |
| Renault e.dams                  | Renault Z.E.17       | 09  | Sébastien Buemi        |
| Audi Sport ABT Schaeffler       | Audi e-tron FE04     | 01  | Lucas di Grassi        |
| Audi Sport ABT Schaeffler       | Audi e-tron FE04     | 66  | Daniel Abt             |
| Mahindra Racing Formula E Team  | Mahindra M4Electro   | 19  | Felix Rosenqvist       |
| Mahindra Racing Formula E Team  | Mahindra M4Electro   | 23  | Nick Heidfeld          |
| DS Virgin Racing Formula E Team | Virgin DSV-03        | 02  | Sam Bird               |
| DS Virgin Racing Formula E Team | Virgin DSV-03        | 36  | Alex Lynn              |
| Techeetah                       | Renault Z.E.17       | 18  | André Lotterer         |
| Techeetah                       | Renault Z.E.17       | 25  | Jean-Éric Vergne       |
| NIO Formula E Team              | NextEV NIO Sport 003 | 16  | Oliver Turvey          |
| NIO Formula E Team              | NextEV NIO Sport 003 | 68  | Luca Filippi           |
| Andretti Formula E              | Andretti ATEC-03     | 27  | Stéphane Sarrazin      |
| Andretti Formula E              | Andretti ATEC-03     | 28  | António Félix da Costa |
| Dragon Racing                   | PENSKE EV-2          | 06  | José María López       |
| Dragon Racing                   | PENSKE EV-2          | 07  | Jérôme D’Ambrosio      |
| Venturi Formula E Team          | Venturi VM200-FE-03  | 04  | Edoardo Mortara        |
| Venturi Formula E Team          | Venturi VM200-FE-03  | 05  | Maro Engel             |
| Panasonic Jaguar Racing         | Jaguar I-Type II     | 03  | Nelson Piquet jr.      |
| Panasonic Jaguar Racing         | Jaguar I-Type II     | 20  | Mitch Evans            |

## Klassifikationen

### Qualifying
| Pos.                                                                   | Fahrer                 | Team                            | Zeit     | Superpole | Start |
| ---------------------------------------------------------------------- | ---------------------- | ------------------------------- | -------- | --------- | ----- |
| 01                                                                     | Mitch Evans            | Panasonic Jaguar Racing         | 1:12,594 | 1:12,811  | 01    |
| 02                                                                     | André Lotterer         | Techeetah                       | 1:12,906 | 1:12,948  | 02    |
| 03                                                                     | Sam Bird               | DS Virgin Racing Formula E Team | 1:12,981 | 1:13,022  | 03    |
| 04                                                                     | Jérôme D’Ambrosio      | Dragon Racing                   | 1:12,857 | 1:13,096  | 04    |
| 05                                                                     | José María López       | Dragon Racing                   | 1:12,877 | 1:13,927  | 08    |
| 06                                                                     | Lucas di Grassi        | Audi Sport ABT Schaeffler       | 1:13,042 | –         | 05    |
| 07                                                                     | Sébastien Buemi        | Renault e.dams                  | 1:13,061 | –         | 06    |
| 08                                                                     | Nicolas Prost          | Renault e.dams                  | 1:13,084 | –         | 07    |
| 09                                                                     | Daniel Abt             | Audi Sport ABT Schaeffler       | 1:13,107 | –         | 09    |
| 10                                                                     | Felix Rosenqvist       | Mahindra Racing Formula E Team  | 1:13,214 | –         | 10    |
| 11                                                                     | Nelson Piquet jr.      | Panasonic Jaguar Racing         | 1:13,380 | –         | 11    |
| 12                                                                     | Alex Lynn              | DS Virgin Racing Formula E Team | 1:13,393 | –         | 15    |
| 13                                                                     | Nick Heidfeld          | Mahindra Racing Formula E Team  | 1:13,405 | –         | 12    |
| 14                                                                     | Edoardo Mortara        | Venturi Formula E Team          | 1:13,413 | –         | 13    |
| 15                                                                     | António Félix da Costa | Andretti Formula E              | 1:13,422 | –         | 14    |
| 16                                                                     | Stéphane Sarrazin      | Andretti Formula E              | 1:13,500 | –         | 16    |
| 17                                                                     | Jean-Éric Vergne       | Techeetah                       | 1:13,524 | –         | 17    |
| 18                                                                     | Maro Engel             | Venturi Formula E Team          | 1:13,541 | –         | 18    |
| 19                                                                     | Luca Filippi           | NIO Formula E Team              | 1:14,067 | –         | 19    |
| 20                                                                     | Oliver Turvey          | NIO Formula E Team              | 1:14,139 | –         | 20    |
| 110-Prozent-Zeit: 1:19,853 min (bezogen auf Bestzeit von 1:12,594 min) |                        |                                 |          |           |       |

Anmerkungen
1. ↑  López wurde um drei Startplätze nach hinten versetzt, da er im freien Training bei gelben Flaggen nicht ausreichend verlangsamt hatte.
2. ↑  Lynn wurde um drei Startplätze nach hinten versetzt, weil er im Qualifying in die Fast Lane der Boxengasse gefahren war, bevor die Ampel in der Boxengasse auf grün schaltete.

### Rennen
| Pos. | Fahrer                 | Team                            | Runden | Zeit       | Start | Schnellste Runde |
| ---- | ---------------------- | ------------------------------- | ------ | ---------- | ----- | ---------------- |
| 01   | Lucas di Grassi        | Audi Sport ABT Schaeffler       | 39     | 51:19,811  | 05    | 1:15,017 (27.)   |
| 02   | Sam Bird               | DS Virgin Racing Formula E Team | 39     | + 7,542    | 03    | 1:15,075 (30.)   |
| 03   | Jérôme D’Ambrosio      | Dragon Racing                   | 39     | + 16,822   | 04    | 1:15,384 (25.)   |
| 04   | André Lotterer         | Techeetah                       | 39     | + 20,295   | 02    | 1:14,730 (36.)   |
| 05   | Sébastien Buemi        | Renault e.dams                  | 39     | + 26,692   | 06    | 1:15,075 (29.)   |
| 06   | Nick Heidfeld          | Mahindra Racing Formula E Team  | 39     | + 28,059   | 12    | 1:15,428 (30.)   |
| 07   | Mitch Evans            | Panasonic Jaguar Racing         | 39     | + 30,631   | 01    | 1:15,171 (26.)   |
| 08   | António Félix da Costa | Andretti Formula E              | 39     | + 31,301   | 14    | 1:15,442 (31.)   |
| 09   | Oliver Turvey          | NIO Formula E Team              | 39     | + 32,180   | 20    | 1:15,497 (26.)   |
| 10   | Jean-Éric Vergne       | Techeetah                       | 39     | + 32,833   | 17    | 1:14,815 (23.)   |
| 11   | Maro Engel             | Venturi Formula E Team          | 39     | + 34,604   | 18    | 1:15,449 (31.)   |
| 12   | José María López       | Dragon Racing                   | 39     | + 35,206   | 08    | 1:14,879 (26.)   |
| 13   | Daniel Abt             | Audi Sport ABT Schaeffler       | 39     | + 46,222   | 09    | 1:14,935 (34.)   |
| 14   | Stéphane Sarrazin      | Andretti Formula E              | 39     | + 1:09,505 | 16    | 1:16,126 (28.)   |
| 15   | Felix Rosenqvist       | Mahindra Racing Formula E Team  | 38     | + 1 Runde  | 10    | 1:14,732 (26.)   |
| 16   | Alex Lynn              | DS Virgin Racing Formula E Team | 38     | + 1 Runde  | 15    | 1:16,276 (07.)   |
| –    | Nicolas Prost          | Renault e.dams                  | 31     | DNF        | 07    | 1:15,582 (25.)   |
| –    | Luca Filippi           | NIO Formula E Team              | 20     | DNF        | 19    | 1:16,279 (13.)   |
| –    | Nelson Piquet jr.      | Panasonic Jaguar Racing         | 20     | DNF        | 11    | 1:15,745 (07.)   |
| –    | Edoardo Mortara        | Venturi Formula E Team          | 06     | DNF        | 13    | 1:15,814 (06.)   |

Anmerkungen
1. ↑  Sarrazin erhielt wegen unsicheren Losfahrens beim Boxenstopp nachträglich eine Durchfahrtsstrafe, die in eine Zeitstrafe von 22 Sekunden umgewandelt wurde.

## Meisterschaftsstände nach dem Rennen
Die ersten zehn des Rennens bekamen 25, 18, 15, 12, 10, 8, 6, 4, 2 bzw. 1 Punkt(e). Zusätzlich gab es drei Punkte für die Pole-Position und einen Punkt für den Fahrer unter den ersten Zehn, der die schnellste Rennrunde erzielte.

### Fahrerwertung
| Pos. | Fahrer            | Team                            | Punkte |
| ---- | ----------------- | ------------------------------- | ------ |
| 01   | Jean-Éric Vergne  | Techeetah                       | 163    |
| 02   | Sam Bird          | DS Virgin Racing Formula E Team | 140    |
| 03   | Lucas di Grassi   | Audi Sport ABT Schaeffler       | 101    |
| 04   | Sébastien Buemi   | Renault e.dams                  | 92     |
| 05   | Felix Rosenqvist  | Mahindra Racing Formula E Team  | 86     |
| 06   | Daniel Abt        | Audi Sport ABT Schaeffler       | 85     |
| 07   | Mitch Evans       | Panasonic Jaguar Racing         | 60     |
| 08   | André Lotterer    | Techeetah                       | 56     |
| 09   | Oliver Turvey     | NIO Formula E Team              | 46     |
| 10   | Nelson Piquet jr. | Panasonic Jaguar Racing         | 45     |
| 11   | Nick Heidfeld     | Mahindra Racing Formula E Team  | 30     |
| 12   | Edoardo Mortara   | Venturi Formula E Team          | 29     |
| 13   | Jérôme D’Ambrosio | Dragon Racing                   | 27     |

| Pos. | Fahrer                 | Team                            | Punkte |
| ---- | ---------------------- | ------------------------------- | ------ |
| 14   | Maro Engel             | Venturi Formula E Team          | 27     |
| 15   | António Félix da Costa | Andretti Formula E              | 20     |
| 16   | Alex Lynn              | DS Virgin Racing Formula E Team | 17     |
| 17   | José María López       | Dragon Racing                   | 14     |
| 18   | Nicolas Prost          | Renault e.dams                  | 7      |
| 19   | Tom Blomqvist          | Andretti Formula E              | 4      |
| 20   | Luca Filippi           | NIO Formula E Team              | 1      |
| 21   | Tom Dillmann           | Venturi Formula E Team          | 0      |
| 22   | Stéphane Sarrazin      | Andretti Formula E              | 0      |
| 23   | Kamui Kobayashi        | Andretti Formula E              | 0      |
| 24   | Ma Qinghua             | NIO Formula E Team              | 0      |
| 25   | Neel Jani              | Dragon Racing                   | 0      |

### Teamwertung
| Pos. | Team                            | Punkte |
| ---- | ------------------------------- | ------ |
| 01   | Techeetah                       | 219    |
| 02   | Audi Sport ABT Schaeffler       | 186    |
| 03   | DS Virgin Racing Formula E Team | 157    |
| 04   | Mahindra Racing Formula E Team  | 116    |
| 05   | Panasonic Jaguar Racing         | 105    |

| Pos. | Team                   | Punkte |
| ---- | ---------------------- | ------ |
| 06   | Renault e.dams         | 99     |
| 07   | Venturi Formula E Team | 56     |
| 08   | NIO Formula E Team     | 47     |
| 09   | Dragon Racing          | 41     |
| 10   | Andretti Formula E     | 24     |